# Carl Czerny
Carl Czerny (født 21. februar 1791, død 15. juni 1857) var en østrigsk komponist og pianist. 
Czerny var elev af Beethoven, og allerede som 15-årig var han en af Wiens bedste pianister. Han foretog i sine yngre år koncertrejser til Italien, Paris og London. Som komponist var han især produktiv som etudeskaber. Det blev til over 1000 opusnumre. Foruden de mange tekniske øvelsessamlinger komponerede han orkester-, kammermusik og kirkemusik. 